# Аракелян, Артем Мамиконович
Артём Мамиконович Аракелян (род. 1940) — армянский советский проходчик, депутат Верховного Совета СССР.

## Биография
Родился в 1940 году. Армянин. Член КПСС с 1965 года. Образование среднее.
В 1960-1964 годах служил в Советской Армии. После демобилизации — слесарь нефтеперерабатывающего завода, проходчик тоннельных сооружений. С 1972 года бригадир проходчиков строительного управления «Арпа-Севанстрой», Армянская ССР.
Депутат Совета Национальностей Верховного Совета СССР 9 созыва (1974—1979) от Ехегнадзорского избирательного округа № 406 Армянской ССР, член Комиссии по здравоохранению и социальному обеспечению Совета Национальностей. Член Ревизионной комиссии КП Армении.